# Nisroque
Nisroque ou Nisroch era um deus assírio que é citado na Bíblia em II Reis 19:37 e em Isaías 37:38. Ele é desconhecido na mitologia mesopotâmica, mas provavelmente deva ser um deus da agricultura. Na Bíblia relata que o rei assírio Senaqueribe  foi ao "templo de Nisroque" adorar ao seu deus quando foi assassinado por seus filhos Adrameleque e Sarezer. Isto poderia ser provavelmente um erro ao escrever "Ninrode". Alguns estudiosos tentaram identificá-lo como Nuscu, o deus sumério da luz e do fogo, mas Hans Wildberger rejeita essa identificação.